# Suchdol nad Lužnicí
Suchdol nad Lužnicí – miasto w Czechach, w kraju południowoczeski, w powiecie Jindřichův Hradec.
W części miasta zwanej Hrdlořezy znajduje się Muzeum Lotnicze (cz. Letecké muzeum Hrdlořezy). Ekspozycje (częściowo pod dachem, częściowo na otwartym powietrzu) przedstawiają historię czechosłowackiego lotnictwa, zarówno wojskowego jak i cywilnego i sportowego.

## Współpraca
- Brand-Nagelberg, Austria